# Eremophysa argillosa
Eremophysa argillosa là một loài bướm đêm trong họ Noctuidae.